# Brione (Verzasca)
Brione (Verzasca) är en ort i kommunen Verzasca i kantonen Ticino, Schweiz. Orten var före den 18 oktober 2020 en egen kommun, men slogs då samman med kommunerna Corippo, Cugnasco-Gerra (Gerra Valle), Frasco, Lavertezzo (Lavertezzo Valle), Sonogno och Vogorno till den nya kommunen Verzasca.